# اتین مئول

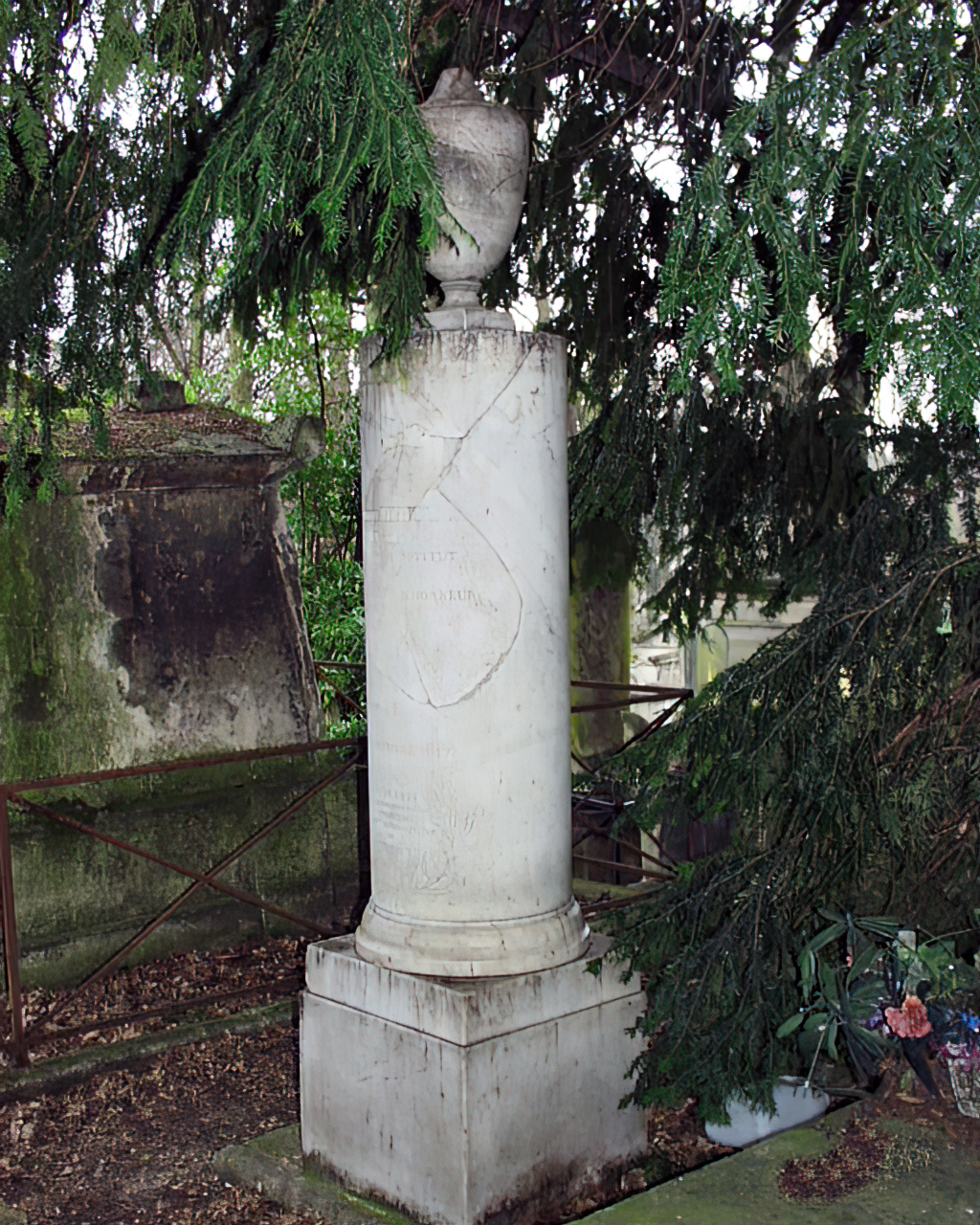
قبر او در پاریس

اِتیِن نیکُلا مِئول (به فرانسوی: Étienne Nicolas Méhul)‏ (تلفظ فرانسوی: [meyl]) (زادهٔ ۲۲ ژوئن ۱۷۶۳ - درگذشتهٔ ۱۸ اکتبر ۱۸۱۷) آهنگ‌ساز فرانسوی بود.
مئول معروف‌ترین آهنگسازِ فرانسویِ اپرا در دوران انقلاب فرانسه بود. از او به‌عنوان نخستین آهنگ‌ساز فرانسویِ دورهٔ رمانتیک یاد می‌کنند.
مِئول عضو فرهنگستان هنرهای زیبای فرانسه بود. او همچنین برندهٔ نشانِ لژیون دونور و جایزهٔ بزرگ رُم شد.
اِتیِن مئول در گورستان پر-لاشز دفن شده‌است.

## آثار
آثار او شامل چند اپرا، پنج سمفونی (کامل و ناقص)، شش سونات پیانو، چند اثر آوازی، سه باله، دو اوورتور، و شماری کارهای دیگر است.
مئول در آثار خود تحت تأثیر یوزف هایدن و موتسارت و بتهوون بوده‌است.
سمفونی شماره ۱ او (در سُل مینور) را، از جهت حس ناامیدی و خشونتی که در آن هست، با سمفونی شماره ۵ بتهوون مقایسه کرده‌اند. مئول سمفونی شماره ۱ خود را در همان سال (۱۸۰۸) تصنیف کرد.